# Trematodon fontinaloides
Trematodon fontinaloides là một loài rêu trong họ Bruchiaceae. Loài này được Hedw. Röhl. mô tả khoa học đầu tiên năm 1813.